# Hiroto Goya
Hiroto Goya (født 2. januar 1994) er en japansk fodboldspiller, som spiller for den japanske fodboldklub Gamba Osaka.